# Mausoromata
Mausoromata ist eine osttimoresische Aldeia im Suco Nuno-Mogue (Verwaltungsamt Hatu-Builico, Gemeinde Ainaro). 2015 lebten in der Aldeia 106 Menschen.

## Geographie und Einrichtungen
Die Aldeia Mausoromata liegt im Norden von Nuno-Mogue. Südlich befindet sich die Aldeia Hatu-Builico und nordöstlich die Aldeia Laqueco. Im Osten grenzt Mausoromata an den Suco Mulo und im Westen und Norden an die Gemeinde Ermera, mit ihrem Suco Catrai Caraic (Verwaltungsamt Letefoho).
Die gesamte Aldeia liegt über einer Meereshöhe von 1500 m. Das Dorf Mausoromata liegt im Westen der Aldeia. Durch die Siedlung führt die Straße, die Mausoromata mit Hatu-Builico, dem Hauptort des Verwaltungsamtes im Süden und mit der Stadt Maubisse im Norden verbindet. Nach Westen hin steigt das Land schnell auf über 2000 m zu den Ramelau-Bergen.
Im Südosten der Aldeia steht die Kirche von Nuno-Mogue.